# Sangarébougou
Sangarébougou is een gemeente (commune) in de regio Koulikoro in Mali. De gemeente telt 47.000 inwoners (2009).